# جيمس سلون كيوكيندل
جيمس سلون كيوكيندل هو محامي وسياسي أمريكي، ولد في 9 ديسمبر 1878، وتوفي في 12 فبراير 1928 بسبب أمراض دماغية وعائية. نشط حزبياً في الحزب الديمقراطي.